# 褐錳礦
褐錳礦 （英語：Braunite）是一種含有二價和三價錳的矽酸鹽礦物，化學式為：Mn2+Mn3+6[O8|SiO4，所含雜質包括鐵、鈣、硼、鋇、鈦、鋁和鎂。褐錳礦呈灰色或黑色的四方晶系結晶，莫氏硬度為6 - 6.5。
它由德國圖林根州哥達的Wilhelm von Braun(1790–1872)命名。 
1967年在南非開普省的喀拉哈里沙漠,發現一種含鈣鐵變體，命名為褐錳礦II（分子式：Ca(Mn3+,Fe3+)14SiO24）。